# Sant Quirc i Santa Julita de Cànoes

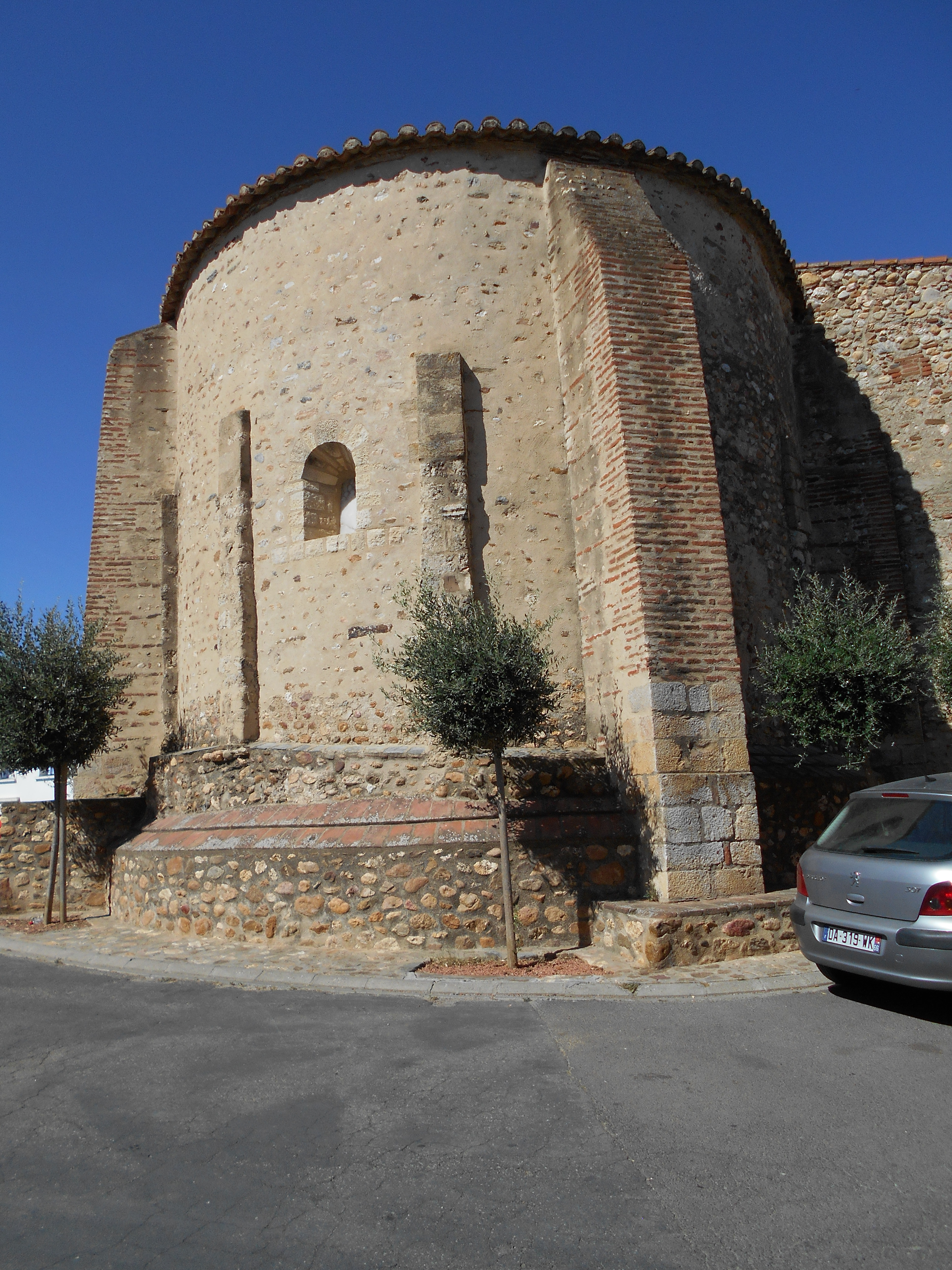
Absos de l'església de Sant Quirc i Santa Julita

Sant Quirc i Santa Julita de Cànoes (Saint-Cyr-et-Sainte-Julitte en francès) és l'església parroquial de la comuna nord-catalana de Cànoes, a la comarca del Rosselló. Pertany a la comunitat de parròquies Pau i Treva de la diòcesi de Perpinyà, amb centre a Santa Maria de Toluges.
Està situada en el sector nord del nucli vell de Cànoes, a la cellera de la qual nasqué el poble, en el seu punt més elevat.

## Història

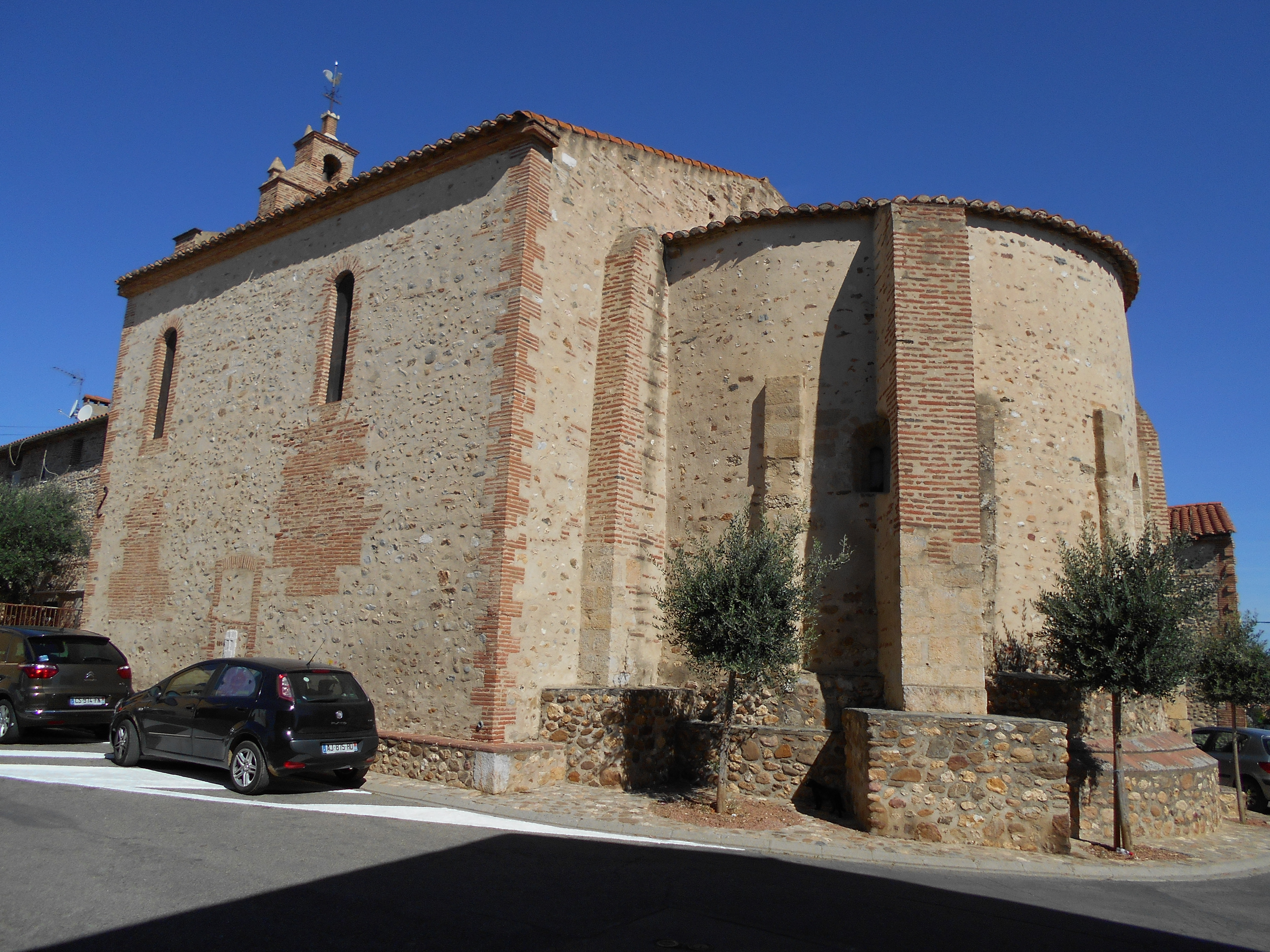
L'església de Sant Quirc i Santa Julita

L'església va ser edificada al segle xi. Abans del 978, el bisbe d'Elna donà l'església i el poble que l'envoltava a l'abadia de la Grassa, que l'elevà a la categoria de priorat el 1382 i passà a fer-la administrar per un prevost.
El temple va ser modificat al segle xv i, amb canvis de molta més envergadura, al segle xix. Modernament s'hi han fet noves obres (1972), i pocs elements han restat genuïnament antics. Va ser declarat monument històric de França el 1972.

## Arquitectura

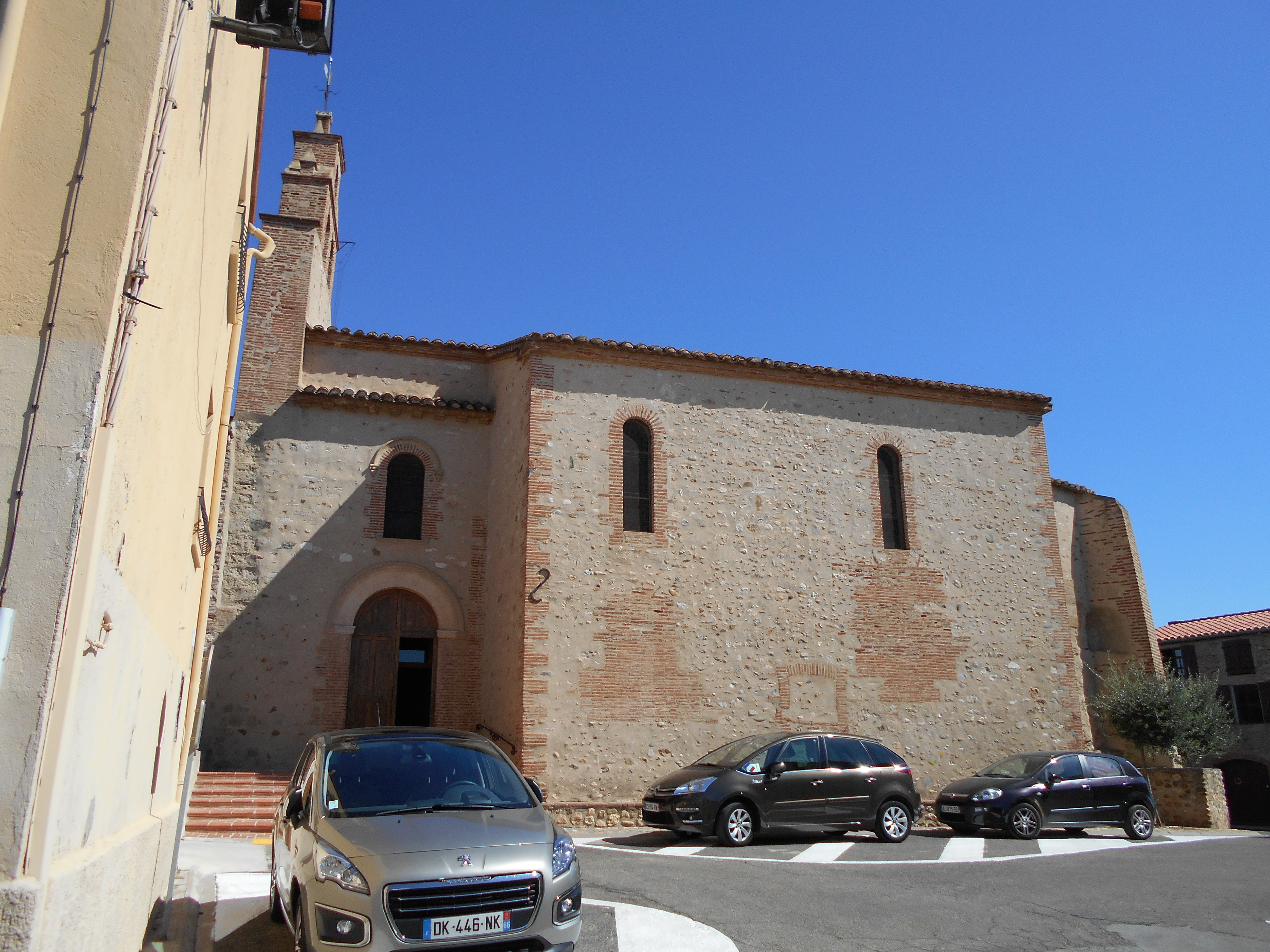
Façana meridional

L'absis, semicircular però sensiblement ultrapassat, és romànic i presenta cinc arcades sobre columnes adossades, amb capitells esculpits. Al segle xix, hom afegí a la nau original romànica dues de laterals, a banda i banda de la principal (1876-1878); aquestes obres causaren l'esfondrament de la volta, que fou reconstruïda ja en estil contemporani (1884-1885), amb una àmplia arcada de cairons.
De mobiliari antic conserva una marededéu del segle xiv, estàtues de sant Quirc i de santa Julita (del segle xvi), de sant Galderic (segle XVII) i dos crists del xviii. També té una tela pintada del segle xvii, i a la façana es pot contemplar una làpida del XVI. També hi ha a l'interior una pica baptismal del segle xii.

### L'interior de l'església
| Interior de l'església        | Interior de l'església       | Interior de l'església          | Interior de l'església     | Interior de l'església        |
| ----------------------------- | ---------------------------- | ------------------------------- | -------------------------- | ----------------------------- |
| Nau principal i absis central | Nau principal des de l'absis | Sostre actual de la nau central | Nau col·lateral meridional | Nau col·lateral septentrional |
| Nau principal i absis central | Nau principal des de l'absis | Sostre actual de la nau central | Nau col·lateral meridional | Nau col·lateral septentrional |

## Decoració

### Restes de pintures murals romàniques
L'església conserva algunes restes de l'antiga decoració mural romànica.
| Meitat nord de l'absis     | Meitat sud                |
| Pintures de la meitat nord | Pintures de la meitat sud |

### Els capitells esculpìts de l'absis
| Els capitells           | Els capitells                 | Els capitells                  | Els capitells                 |
| ----------------------- | ----------------------------- | ------------------------------ | ----------------------------- |
| Capitell de més al nord | Segon capitell de més al nord | Tercer capitell de més al nord | Quart capitell de més al nord |
| Ordenats de nord a sud  |                               |                                |                               |

| Cinquè capitell de més al nord | Sisè capitell de més al nord | Setè capitell de més al nord | Vuitè capitell de més al nord |
|                                |                              |                              |                               |

| Cinquè capitell de més al nord | Sisè capitell de més al nord | Setè capitell de més al nord |  |
|                                |                              |                              |  |